# خاویر پاتنیو
خاویر پاتنیو (انگلیسی: Javier Patiño؛ زادهٔ ۱۴ فوریهٔ ۱۹۸۸) بازیکن فوتبال اهل اسپانیا است.
از باشگاه‌هایی که در آن بازی کرده‌است می‌توان به باشگاه فوتبال بوریرام یونایتد، باشگاه فوتبال کوردوبا، باشگاه فوتبال خرز، و باشگاه فوتبال لویانگ لونگمن اشاره کرد.
وی همچنین در تیم ملی فوتبال فیلیپین بازی کرده‌است.